# Redley A. Killion
Redley A. Killion (Chuuk, 23 de octubre de 1951) es un político y servidor público micronesio, quién sirvió dos términos consecutivos como el sexto vicepresidente de los Estados Federados de Micronesia entre mayo de 1999 a mayo de 2007.  
Killion fue elegido al congreso de Micronesia en 1987. Tiene un historial de puestos en el servicio público.